# Парижский договор (1229)

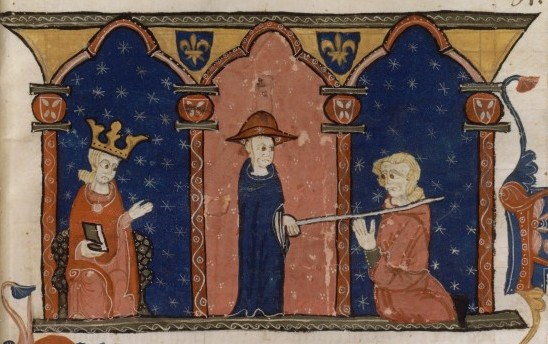
Раймунд VII (справа) в присутствии короля Людовика IX (слева) кается перед церковью в лице кардинала Ромена от Святого Ангела (в центре). Миниатюра второй половины XIII в.

Парижский договор 1229 года (фр. traité de Paris de 1229), известен также как Договор в Мо (фр. traité de Meaux) — мирный договор, заключенный в городе Мо, к северу-востоку от Парижа, 12 апреля 1229 года между графом Тулузским Раймундом VII и королём Франции Людовиком IX, окончивший Альбигойский крестовый поход.
По условиям Договора Раймунд VII вновь признавал себя вассалом короля Людовика IX, терял половину территорий, прежде всего все земли виконтов Транкавелей; Бокер и Каркассон становились французскими сенешальствами. Ему также более не принадлежали маркизат Прованс, то есть земли нынешних департаментов Франции Гар, Эро, Дром, Воклюз и Од. За ним оставались Ажене, Руэрг, часть Альби и часть Керси. Помимо этого, он обязывался выдать свою единственную дочь Жанну (которой тогда было девять лет) за брата короля Альфонса де Пуатье, который и должен был наследовать все его земли; в случае, если брак будет бездетным, все владения отходили французской короне. Это означало конец самостоятельного графства Тулуза. Раймунд также обязывался преследовать на своих землях еретиков, выплатить крупные суммы ряду аббатств, снести укрепления во многих городах и финансировать Тулузский университет (основанный для усиления борьбы с ересью). На его землях вводилась инквизиция.
Поскольку Раймунд изначально был отлучен от церкви в 1225 году, то подписанию договора предшествовала унизительная сцена покаяния перед церковью, которую он совершил в соборе Парижской Богоматери, после чего его вернули в лоно церкви.